# Spöken i thailändsk folktro

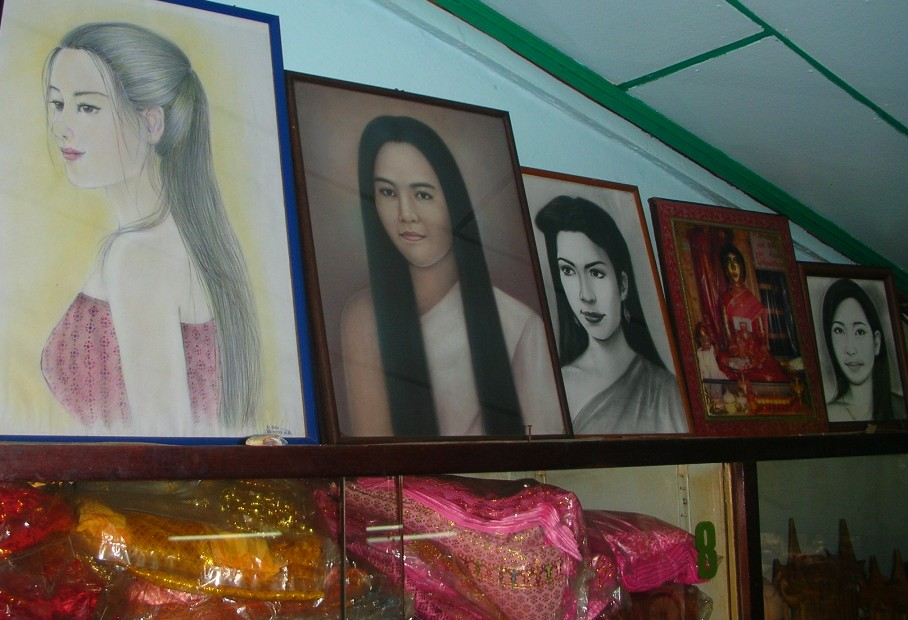
Mae Nak Phra Khanong-helgedomen. Porträtt av spöken och klädedräkter

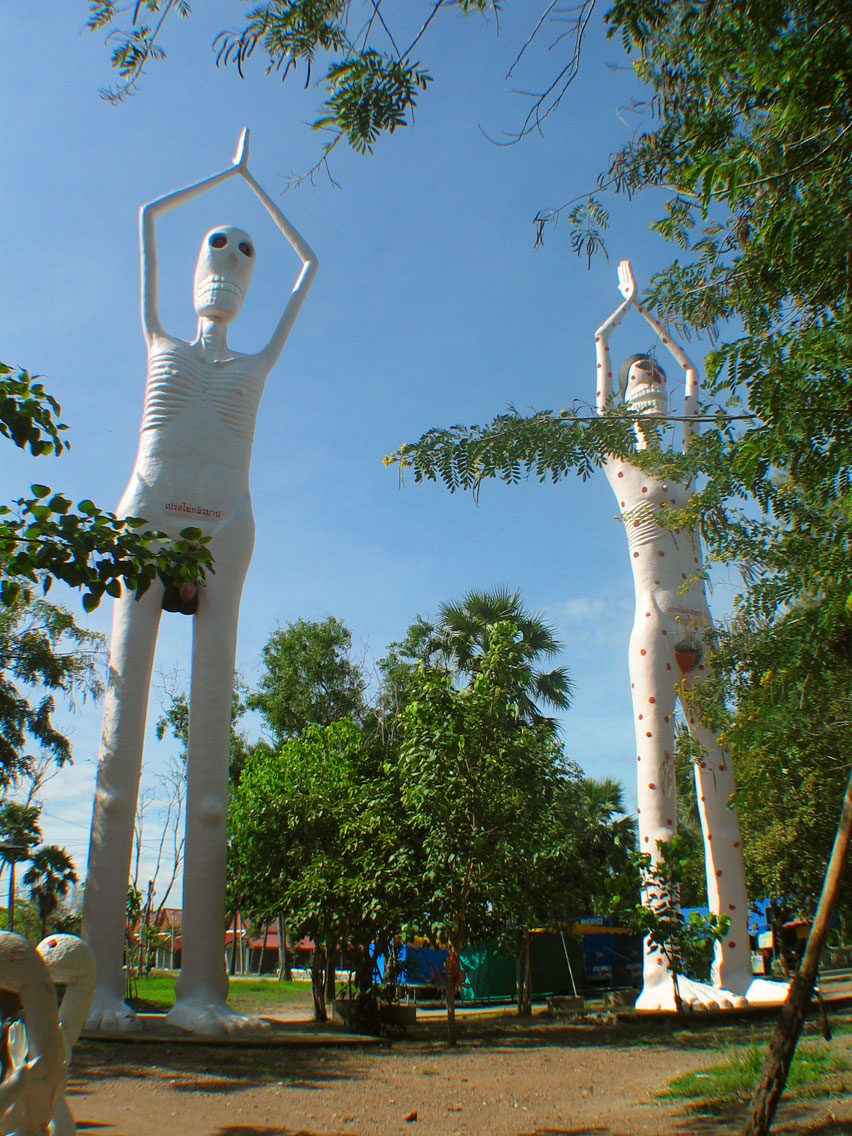
Statyer av spöksorten Pret i templet Wat Phai Rong Wua i Suphanburi

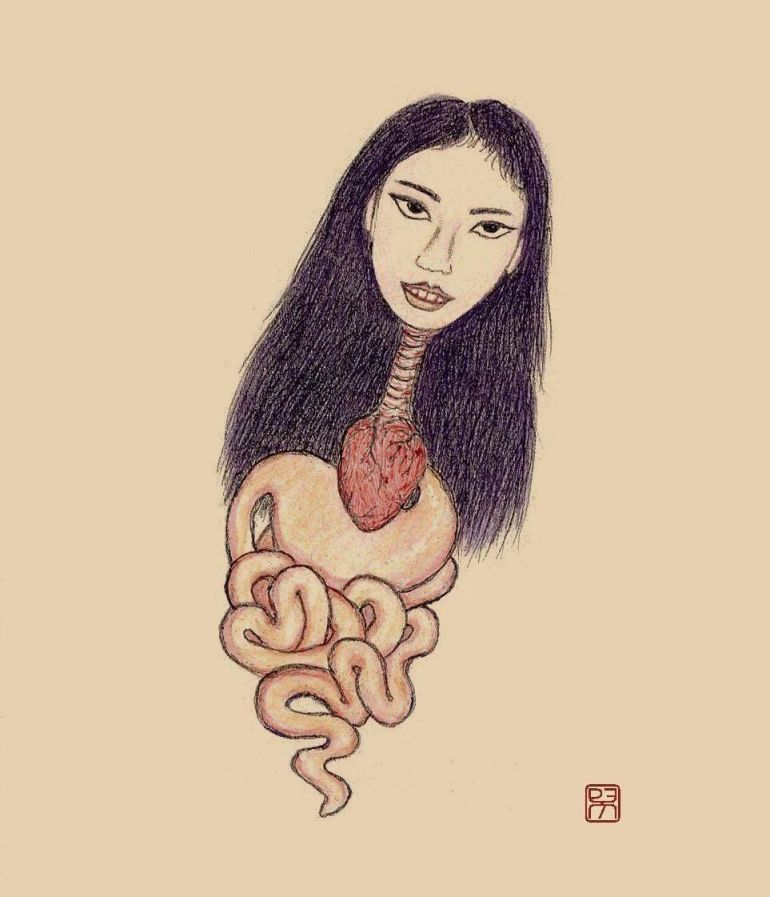
Krasuu, ett nattaktivt spöke från thailändsk folkmytologi

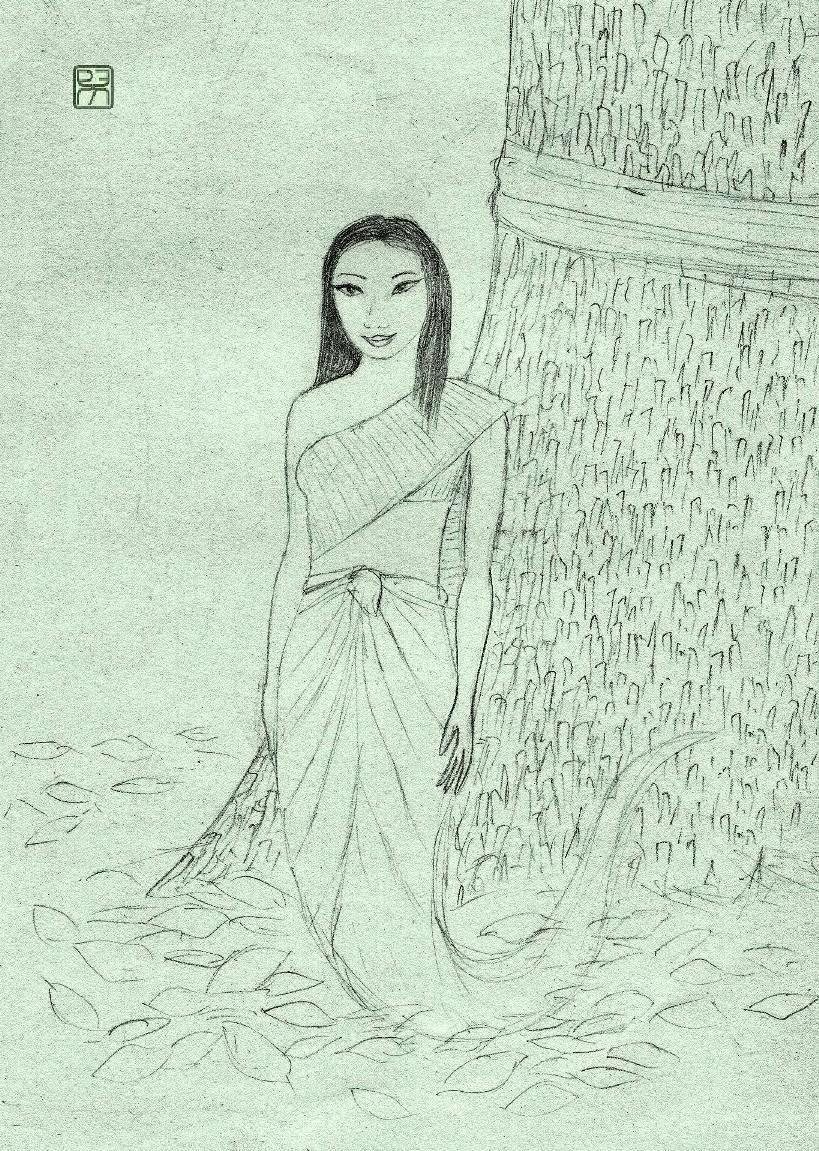
Nang Ta-khian, anden som i thailändsk folktro sägs hemsöka träd av typen Hopea odorata

Tron på spöken i thailändsk folktro är både allmänt utbredd och fortsatt stark ända in i nutiden. Genom tiderna har det utvecklats en blandning av buddhistisk folktro och legender om andar eller spöken från förbuddhistisk lokal folktro. Myterna har vidareutvecklats och anpassats efter skildringar i moderna medier, till exempel i thailändsk film, thailändska tevesåpor och thailändska tecknade serier.
Vissa av spökena i thailändsk folktro förekommer även i omkringliggande kulturer. Ett exempel är spöktypen Krasuu som också finns i kambodjansk, laotisk och malaysisk folktro. Vissa spöken, som de två våningar höga och långhalsade Pret, härstammar från buddhistisk mytologi. Ytterligare andra, till exempel Phii dip chiin, har införlivats i det thailändska spökgalleriet via Thailands thaikinesiska minoritet.

## Trosföreställningar
Thailändska andar eller spöken kallas med ett gemensamt namn för phii (ผี). Många av dessa andar är nattlevande.
Förutom de välkända pret har man traditionellt inte avbildat de flesta andra spöken, som främst härrör från historier inom muntlig tradition. Lokala trosföreställningar om thailändska byandar har studerats av Phraya Anuman Rajadhon.
Spöken tros bland annat uppehålla sig i vissa träd, vid kremeringsplatser nära buddhistiska tempel och i vissa hus, särskilt övergivna sådana. Det finns olika kategorier av spöken. Spöken som bor i berg och skogar är allmänt kända som phii khao (ผีเขา) och phii paa (ผีป่า). Vissa platser i landet, som bergskedjan Phi Pan Nam (ทิวเขาผีปันน้ำ), "bergskedjan som andarna delar vattnen med" och Phae Mueang Phi (แพะเมืองผี) har fått sina namn efter de uråldriga spöken som tros ha sin hemvist där. Kvinnliga spöken eller sagoväsen som sätts i samband med träd, exempelvis Nang Ta-khian och Nang Tani kallas med ett övergripande namn för naang maai (นางไม้ "Trädfruar").

## Förteckning över thailändska spöken
Några av de mest välkända spöktyperna i Thailand:
- Chao kam naai ween (เจ้ากรรมนายเวร), ett spöke som hyser illvilja mot någon på grund av att denna någon utsatt spöket för illgärningar under dess tidigare liv.
- Krahang (กระหัง), ett spöke av manligt kön som flyger om natten.
- Krasuu (กระสือ), ett kvinnohuvud vars organ hänger fritt ned från halsen[6].
- Mae Naak (แม่นาก), ett kvinnligt spöke som dött i barnsäng och som kan förlänga armarna.
- Mae sue (แม่ซื้อ), en skyddsgudinna eller kvinnoande som vakar över spädbarn.
- Phii am (ผีอำ), en ande som sitter på en sovandes bröst på natten, även namn på fenomenet sömnparalys.
- Phii hua khaat (ผีหัวขาด), ett huvudlöst manligt spöke som bär huvudet med sig.
- Phii phraai (ผีพราย), spöket av en gravid kvinna som dött samtidigt som sitt foster, eller ett kvinnligt vattenlevande spöke som liknar elementarväsendet undin.
- Phii phoong (ผีโพง), ett elakt manligt spöke med starkt frånstötande lukt. Bor på mörka, övervuxna platser.
- Phii pop (ผีปอบ), en illvillig kvinnlig ande som slukar mänskliga inälvor.
- Phii song naang (ผีสองนาง), kvinnliga spöken som förför unga män som de sedan överfaller och dödar.
- Phii taai hoong (ผีตายโหง), spöket från en person som lidit en plötslig våldsam eller grym död
- Phii taai thang klom (ผีตายทั้งกลม), ett hämndlystet spöke av en gravid kvinna som dött i barnsäng.
- Phii thalee (ผีทะเล), en havsande. Den kan uppenbara sig på olika sätt. Ett exempel är Sankt Elmseld, men det kan även röra sig om andra spöklika fenomen som sjömän och fiskare upplever ombord på båtar. Phi thale är även ett slangord för fräcka män.
- pret (เปรต), ett mycket långt och hungrigt spöke från buddhistisk mytologi - de är höga som tvåvåningshus, mycket smala och har knappnålssmå munnar. Människor som ägnar sina liv åt att jaga efter begär i stället för att göra goda gärningar och utveckla sig mentalt riskerar att återfödas som pret.
- Phii dip chiin (ผีดิบจีน), ett hoppande spöke från kinesisk folktro klätt i gammaldags klädedräkt och med ansiktet dolt bakom ett pappersark med skrift på, som har blivit populärt i Thailand genom landets iska minoritet.[7]
- Phii kong koi (ผีกองกอย), en enbent skogslevande vampyr.
- Kuman thong (กุมารทอง), andar från små barn som fångats av voodoomästare och förmåtts att gå dennes ärenden. Oftast klädda i traditionella thailändska kläder och med karakteristisk gammaldags hårknut.
- Rak-Yom (รัก-ยม), visar sig som två små pojkar. Liknar Kuman Thong.
- Phii taa boo (ผีตาโบ๋), ett blint spöke med hålor till ögon.
- Phii ka (ผีกะ), ett glupskt spöke.
- Phii taai haa (ผีตายห่า), spöken från personer som har dött i olyckor, liknar Phi Tai Hong ผีตายโหง
- Phii maa bong (ผีม้าบ้อง), ett kvinnligt spöke från Norra Thailand som liknar Tikbalang eller Kelpie
- Puu soom fao sap (ปู่โสมเฝ้าทรัพย์), ett manligt spöke som vaktar skatter och uppträder som vördnadsvärda äldre män
- Khamoot (โขมด), ett självlysande spöke
- Phii puu thao (ผีปู่เฒ่า), ett spöke som uppträder som en mycket gammal man.
- Phi lang kluang (ผีหลังกลวง), ett spöke från Södra Thailand som har ett enormt sår i ryggen.
- Phii thuai kaeo (ผีถ้วยแก้ว), spöket som får det uppochnervända glaset att röra sig (Thai Ouija)
- Phii pluak (ผีปลวก), termitspöke[8]
- Suea saming (เสือสมิง), en kvinna eller man som förvandlats till en svart tiger genom svart magi. Likheter med Hamnskiftare eller Varkatter[9].
- Khwaai thanuu (ควายธนู), även känd som Wua Thanu (วัวธนู), en magisk tjur eller vattenbuffel. Ägarna kan dra nytta av svart magi för att skydda dem.
- Hun phayon (หุ่นพยนต์), konstgjord människa eller icke-människa. Ägarna kan dra nytta av svart magi för att skydda dem, liksom Khwai Thanu.[10]
- Phii nguu (ผีงู), även känd som Phraai nguu (พรายงู) eller Ngueak nguu (เงือกงู), ett ormrelaterat spöke som kan uppträda som en orm, i mänsklig form eller som en hybrid.[11]
- Naang maai (นางไม้; "Trädfru"), en sorts spöken eller andeväsen förknippade med träd.[5]
  - Naang ta-khian (นางตะเคียน), en trädande med hemvist i träd av arten Hopea odorata.
  - Naang taanii (นางตานี), en ung kvinna som hemsöker dungar av bananträd och som visar sig på nätter med fullmåne.
  - Phii maphraao (ผีมะพร้าว), kokosnötsspöke.[12][13]

## Ka-spöket
Phii ka (Thai: ผีกะ) är ett spöke med ursprung i Norra Thailand. Det ser ut som ett Phii pop (Thai: ผีปอบ) eftersom det hemsöker en persons kropp och tycker om att äta rått kött. Phii ka-spöket kan indelas i sex stycken undergrupper. 
Först och främst phii ka-phranaang (Thai: ผีกะพระ-นาง), ett berömt spöke som många skådespelare offrar till för att bli mer populära. Nästa sort är phii ka-dong (Thai: ผีกะดง), ett vildsint spöke som ofta jagar i grupp. Dock tror vissa att dess saliv kan bota vissa sjukdomar. Den tredje sorten är phii ka-aakhom (Thai: ผีกะอาคม), ett sorts spöke från en människa som brutit mot en traditionell sedvänja. Förr i tiden måste den som skulle börja studera på en skola utföra ceremonin "keunkruu". De som inte gjorde det belades med en förbannelse och förvandlades till phii ka-aakhom. Den fjärde sorten, phii ka-trakuun (Thai: ผีกะตระกูล), är ett spöke som skyddar risfält och kan göra fälten mer bördiga. Den femte sorten är phii ka-taaihoong (Thai: ผีกะตายโหง), människor som har dött en onaturlig död, men inte vet om att de är döda. Den som inte äter på länge blir kroppsligt svag, och risken för att bli en phii ka taaihoong tros då öka. Den sista typen av phii ka-spöke är nok khao phii-ka (Thai: นกเค้าผีกะ), som symboliseras av en uggla. Om spöket kommer till en by om kvällen kommer flera ugglor att hoa på ett onaturligt sätt.

## Samröre med spöken

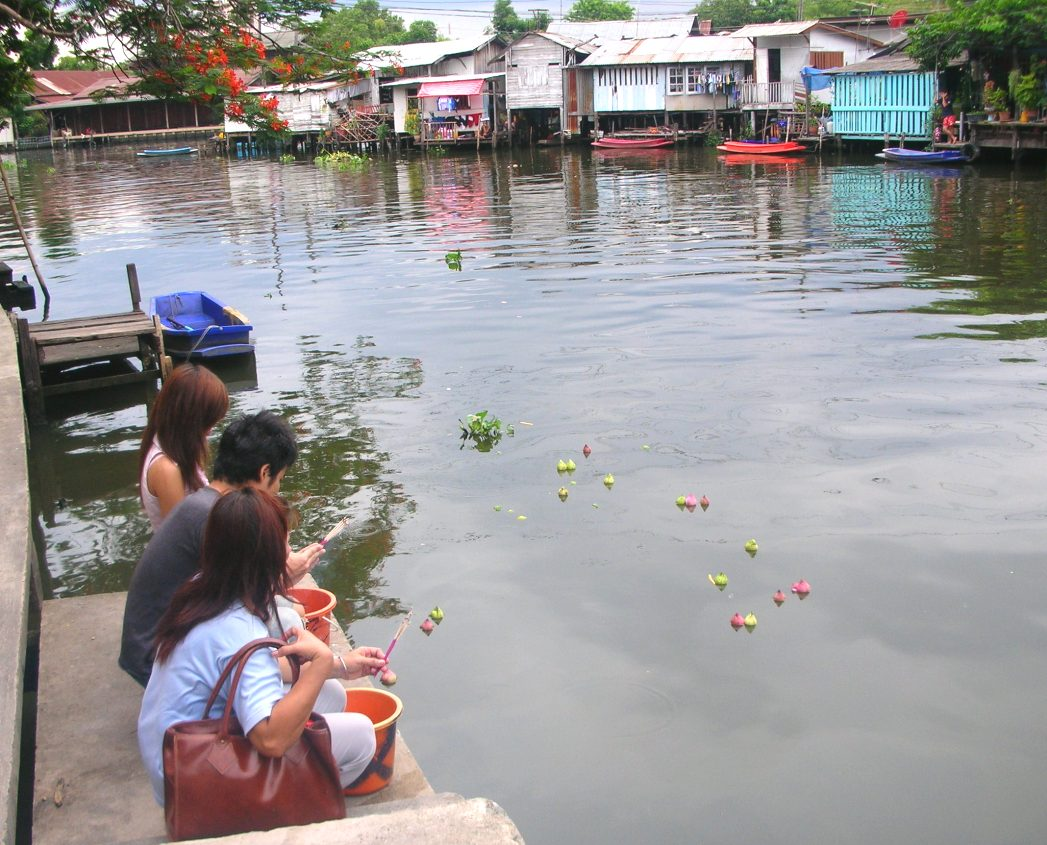
Helgedomen till Mae Nak i Bangkok. Lotusknoppar offras och levande fiskar släpps fria i Phra Khanong-kanalen

Spöken i thailändsk kultur kan vara välvilligt inställda. Vissa spöken har sina egna helgedomar och av dessa finns det vissa som har stor kulturell betydelse, till exempel helgedomen till Mae Nak Phra Khanong i Bangkok. Vanligtvis bor dock mindre viktiga skyddsandar i små hus kända som Saan phra phuum (thai: ศาลพระภูมิ), små andehus som utgör hem för dessa hus- eller trädandar. Sådana andehus är vanliga nära träd och skogsdungar samt bredvid byggnader i bebodda trakter. Det anses bringa otur att låta sådana platser förfalla, och boende i närheten gör regelbundet offer till dessa andehus. Vanliga offer till trädandar är småsaker som mat och godis, drycker, rökelse eller frukter, men den som ber om en större tjänst offrar oftast ett grishuvud. Efter att ceremonin är avklarad tar man hem grishuvudet och äter upp det.
Mo Phi eller häxdoktorn (หมอผี) kan frammana de dödas andar. I en sådan ritual brukar man begrava fyra rökelsestickor på lika långt avstånd från varandra på marken bredvid begravnings- eller kremeringsplatsen. En tråd knyts runt stickorna för att bilda en skyddande kvadrat, och en matta läggs ut i mitten. Mo Phi sätter sig inuti det avgränsade området, ofta tillsammans med andra människor som närvarar vid ritualen. Framför honom, utanför kvadraten, ställs ett terrakottakrus (Mo Khao) med den avlidnas aska eller ben och ett yantra målat på utsidan. Bredvid kruset ställs en tallrik ris som offer, och en pinne eller ruska för att hålla andarna i schack.
Å andra sidan finns det även andar som anses farliga och behöver fördrivas. Mo Phi kan då utföra en ritual för att fånga det farliga spöket i ett lerkrus, som sedan förseglas och kastas i en djup kanal, flod eller sjö.

## Berömda spökhistorier från Thailand
Thailands mest kända spökhistoria är den om 'Mae Nak Phra Khanong'. Historien härstammar från kung Rama den femtes tid, och har sedan 1959 filmatiserats i flera versioner och därmed blivit den mest berömda av alla thailändska spökhistorier. Den senaste versionen av Mae Nak är 'Pii Mak' från 2013, en skräckkomedi av GMM Tai Hub. Filmen släpptes den 26 mars 2013 och spelade totalt in 500 miljoner baht, vilket gjorde den till den mest framgångsrika thailändska filmen under 2013. En helgedom tillägnad Mae Nak finns i spökets hemort Phra Khanong, och hon har många tillbedjare runtom i landet.

## Spöken i media
Thailändsk film började att popularisera spöken och legender från Thailands folktro under 1900-talet. Spöken från lokal tradition har särskilt skildrats i skräckfilmer, samt i sidoroller i vanliga filmer. Phraya Anuman Rajadhon var upphovsman till en stor del av den erkända ikonografin för spöken från thailändsk folktro uppstod i thailändska filmer som numera betraktas som klassiker.
Thailändska tevesåpor har också bidragit till att popularisera spöktemat. Vissa tevesåpor som Raeng Ngao handlar om spöken ur thailändsk folktro som har samröre med levande personer. Berättelsen Raeng Ngao hade premiär 1986 och blev så populär att fyra nyinspelningar har gjorts sedan dess.
De flesta thailändska spöken är så väl omtyckta att de regelbundet uppträder i serietidningar och filmer för barn, inklusive datoranimerade filmer som t.ex. Nak, och animerad film.